# Moločans'k
Moločans'k (in ucraino Молочанськ?, in russo Молочанск?) è una città ucraina (6 099 abitanti), nel distretto di Polohy, nell'oblast' di Zaporižžja. Ospita l'amministrazione della comunità territoriale di Moločans'k, una delle comunità territoriali dell'Ucraina..
Fino al 18 luglio 2020 Moločans'k apparteneva al distretto di Tokmak. Come parte della riforma amministrativa dell'Ucraina, che ridusse a cinque il numero di distretti dell'oblast' di Zaporižžja, il distretto di Tokmak venne fuso nel distretto di Polohy.
Moločans'k fu fondata nel 1803 con il nome di Halbstadt mantenuto fino al 1928 e nel 2013 aveva una popolazione di circa 7.000 abitanti.